# 路易·金斯貝格
路易·金斯貝格（英語：Louis Ginzberg，1873年11月28日—1953年11月11日）出生於俄羅斯帝國立陶宛的考納斯，是一位猶太裔的拉比及塔木德學者，同時參與猶太百科全書的共同作者，屬於猶太教保守派的領袖人物。

## 生平
他曾就讀於柏林大學、史特拉斯堡大學和海德堡大學，並於1898年以哲學博士身份畢業。1899年從歐洲抵達美國，他的保守派路線，很快就在猶太教的人士當中受到歡迎，他在美國猶太教神學院教授傳統猶太神學，所教導的妥拉和塔木德受到高度讚揚，甚至在美國禁酒令時期、以及美國憲法第十八修正案頒布之後，他對於猶太教的聖餐禮、安息日、猶太節日和猶太教割禮的用酒有所堅持，批判了禁酒法令對於猶太教的信仰是一種傷害。